# Sexual
Sexual (conosciuta anche come Sensual nella versione censurata) è una canzone del producer svedese Neiked insieme alla voce del cantante inglese Dyo. È stata pubblicata il 26 agosto 2016 attraverso Neiked Collective, Casablanca Records, Polydor Records, e Republic Records.

## Composizione
"Sexual" è una traccia pop energetica ed è stata descritta una traccia avente elementi di funk.

## Critica
Mike Wass di Idolator descrive la canzone come una "hit futura" e sostiene che la voce di Dyo sembra come "Kiiara [se lei] prendesse un pugnetto di pillole felici". Ed Roche di PintOfPop.com loda la canzone per i suoi effetti ipnotici e per la voce di Dyo.

### Oliver Nelson Remix
In risposta al remix della canzone da parte di Oliver Nelson, Perez Hilton descrisse la canzone come "killer" e predisse che la canzone "presto avrebbe fatto scottare la pista da ballo".